# Dendrobium bellatulum
Dendrobium bellatulum är en orkidéart som beskrevs av Robert Allen Rolfe. Dendrobium bellatulum ingår i släktet Dendrobium, och familjen orkidéer. Inga underarter finns listade i Catalogue of Life.